# Graph (Unix)
在Unix中，graph是一個用來從表格化的資料中繪製圖表的命令行實用工具。

## 歷史
由道格拉斯·麥克羅伊編寫的graph實用程式出現在Unix的第一個版本以及其後的每個版本中，例如：
- Version 7 Unix，於1979年釋出[1]
- SunOS 5.10，Solaris的版本於2005年釋出[2]

其輸出是plot實用程式的一系列命令，該實用程式使用ASCII艺术建立圖表。
此設計展示了Unix哲学：定義繪圖 (graph) 與繪製 (plot) 是獨立的工具，因此它們可以與其他工具重新組合。舉例來說，可以用不同的實用程式替換plot，該實用程式接受相同的繪圖命令，但以圖形檔案格式建立繪圖，或將其傳送至繪圖器。
Unix v7也提供了將結果繪製到各種圖形裝置的裝置驅動程式；並被宣告為標準。
GNU plotutils軟體包提供了自由的非完全相同重新實作，可用於Linux與其他許多系統。其可以建立許多圖形格式的圖表。

## 用法
其最簡單的用途是，graph實用程式採用了包含用來指示線圖點的數字對之文字檔案。
其會輸出線圖。並提供了數個選項來修改其行為。

## 範例 (Unix)

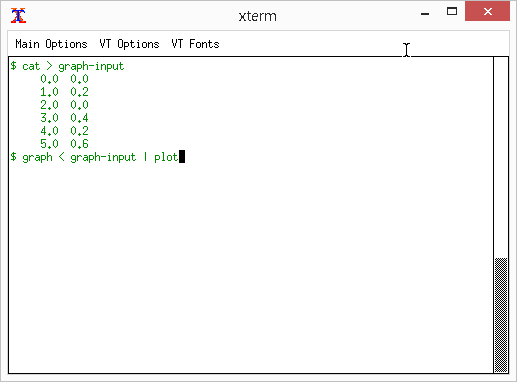
正在準備範例輸入與執行graph及plot
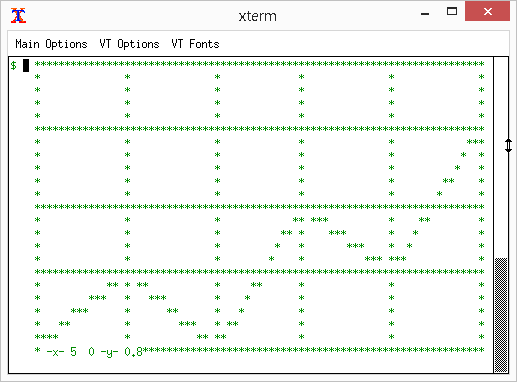
結果

這些螢幕截圖展示了在SunOS 5.10上的基本操作，其中預先安裝了graph與plot。範例輸入則是來自GNU plotutils手冊中的第一個範例。

## 範例 (GNU plotutils)

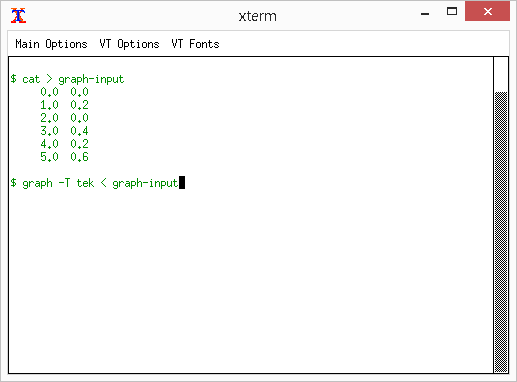
正在準備範例輸入並以Tektronix模式執行graph
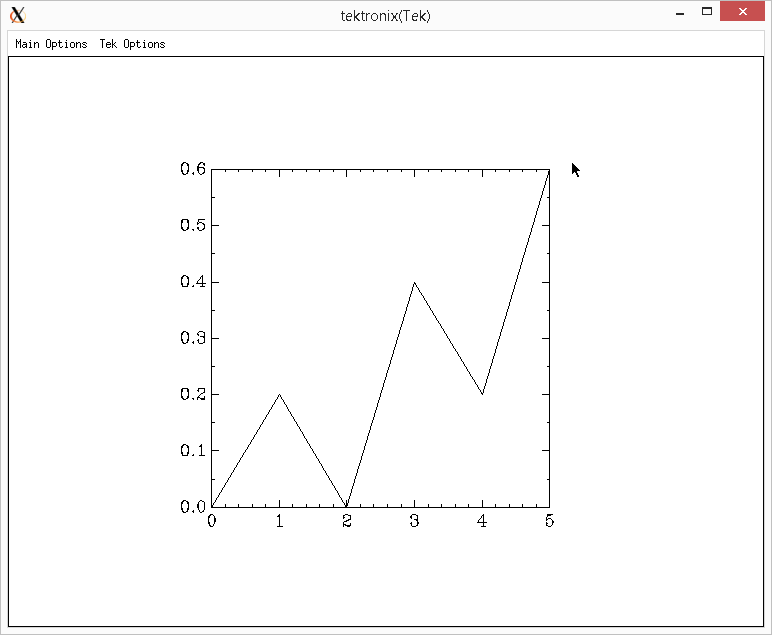
結果

這些螢幕截圖展示了在xterm中執行GNU plotutils版本的graph，利用了xterm模擬Tektronix 4010繪圖器的功能。
此範例在Ubuntu上執行，其提供了GNU plotutils作為可選的軟體包；也有許多其他的Linux散佈版與類Unix系統提供該軟體包。